# Jan-Erik Kjellberg
Jan-Erik Kjellberg, tidigare Högberg, född  26 mars 1924, död 6 september 2021 i Nacka distrikt, var en svensk driftingenjör omtalad som den siste överlevande av de svenska frivilligsoldaterna i Finland under andra världskriget.

## Biografi
Kjellberg föddes som ett så kallat oönskat barn. Han lämnades bort till en fosterfamilj och växte upp i Röttle i Gränna socken. I sin självbiografiska bok Barnet som ingen ville ha har han beskrivit hur hans uppväxt präglades av tidens syn på fosterbarn. Som 17-åring blev han 1941 stamanställd vid Gotlands infanteriregemente och avancerade senare till vicekorpral, korpral och furir 1945.
Som 18-åring anmälde han sig våren 1942 vid Frivilligbyrån i Stockholm för att strida i det finska fortsättningskriget mot Sovjetunionen. Om beslutet har Kjellberg angett psykologiska orsaker som saknaden efter en far och bristande känsla av samhörighet. Att han hade släkt från Savolax bidrog till beslutet. Han tjänstgjorde som undersergeant vid Svirfronten i det svenska frivilligkompaniet i bataljonen JR 13 tiden 13 december 1942–26 september 1943. Kjellberg har beskrivit svåra umbäranden och upplevelser under kriget, men att det var särskilt svårt att svenska frivilliga blev kallade nazister vid hemkomsten.
Kjellberg kom sedan att arbeta i oljebranschen med driftsfrågor inom Shell, OK och BP och pensionerades som driftchef inom oljedistributionsföretaget ODAB. Han var under många år aktiv i Finlands krigsinvaliders Sverigedistrikt. Upp till hög ålder höll han sig i trim och 93 år gammal fotograferades han på gym av David Lundmark, som med bilden 2018 vann tävlingen "Årets bild" i kategorin "Vardagsliv i Sverige".
I sin bok summerar Kjellberg upplevelserna av kriget: "Den som varit med har svårt att förklara och den som inte varit med har svårt att förstå".

## Utmärkelser
- Minnesmedalj för deltagande i 1941-1945 års krig[7]

[Redigera Wikidata]